# Flóra Pásztor
 (juin 2024).
Flóra Pásztor, née le 30 juin 1998 à Budapest, est une escrimeuse hongroise, pratiquant le fleuret.

## Biographie
En 2024, elle obtient son billet pour participer aux Jeux olympiques d'été de Paris.

## Palmarès
- Championnats d'Europe
  -  Médaille de bronze par équipes en 2024 à Bâle
  -  Médaille de bronze en individuel en 2025 à Gênes

- Jeux européens
  -  Médaille d'argent en individuel en 2023 à Cracovie
- Championnats de Hongrie
  -  Médaillée d'or en individuel en 2017 et 2024